# Stabkirche Høre

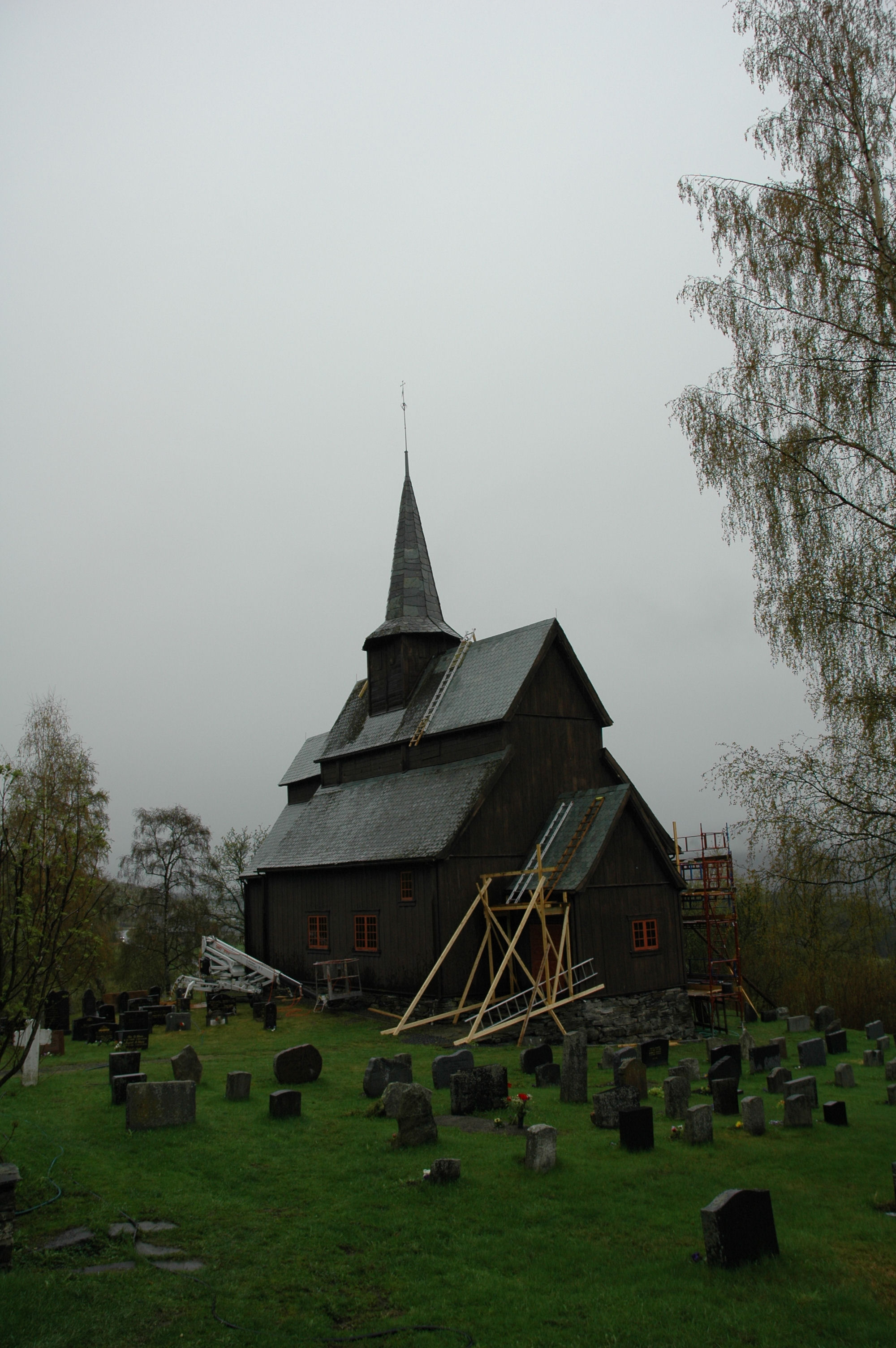
Stabkirche Høre

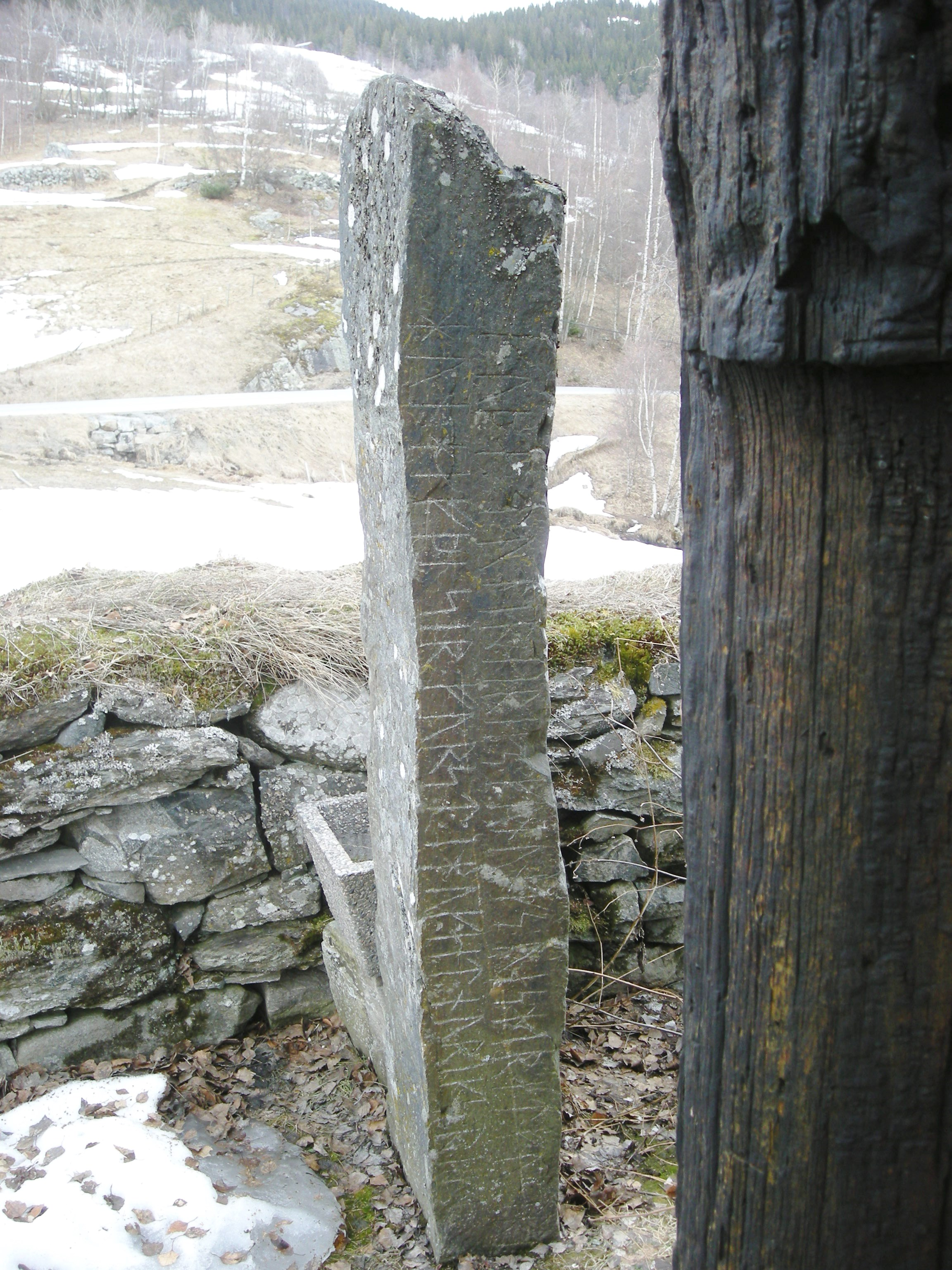
Runenstein an der Stabkirche von Høre

Die Stabkirche Høre ist eine norwegische Stabkirche in Høre in Valdres im Fylke Innlandet.

## Geschichte
Sie wurde als „ecclesia de Ordun“ im Jahr 1327 erstmals urkundlich erwähnt, wird aber auf die zweite Hälfte des 12. Jahrhunderts datiert. Runeninschriften zufolge müssen die verwendeten Baumstämme 1180 gefällt worden sein, denn sie beziehen sich auf das Jahr nach der Schlacht bei Nidaros (heute Trondheim), welche im Jahr 1179 stattfand. Die Kirche hatte einen Vorgängerbau mit Masten, die direkt in den Boden eingelassen wurden. Bei archäologischen Untersuchungen fand man in einer Pfostengruben der Vorgängerkirche eine Münze um 1100. Ebenso förderten die Grabungen mehrere Münzen aus der Zeit von 1154 bis 1202 zutage.
Im 17. Jahrhundert wurde ein Glockenturm in Blockbauweise neben die Kirche gebaut.
Die Kirche wurde im 19. Jahrhundert stark umgebaut und verlor deshalb ihr ursprüngliches Aussehen. Sie war eine Langkirche mit schmalerem Chor als das Schiff und einer Apsis und einem flankierenden Laubengang. Bei den Umbauarbeiten bekam sie einen neuen Chor in Blockbauweise und man entfernte die Dachreiter im Jahr 1850 und sie wurden beim Friedhofstor wiederverwendet. 1970 restaurierte man die Kirche.

## Architektur
Nur die Ecksäulen der Hochsäulenkostruktion sind tragend. Der Rest der Säulen sind schwebend und enden auf den unteren Balkenzangen. Die tragenden Ecksäulen haben mit Rankenmotiven beschnitzte Kapitelle. Die Portale bestehen aus beschnitzten Halbsäulen mit Ranken- und Tiermotiven und aus Archivolten.

## Runenstein
Der Runentext lautet: „In diesem Sommer, als die Brüder Erling und Audun die Bäume für diese Kirche fällten, fiel Earl Erling in Nidaros.“
Die Inschrift datiert das Alter der Stabkirche auf die Schlacht von Nidaros als Erling Skakke fiel.